# Wosene Worke Kosrof
Wosene Worke Kosrof (Addis Abeba, 1950) è un artista etiope.
Artista di fama internazionale, è stato tra i primi artisti africani contemporanei ad attirare l'attenzione della critica.
Le sue opere sono incluse nelle collezioni permanenti di numerosi musei, e in molte collezioni internazionali, pubbliche, private e aziendali.

## Biografia
Nato nel quartiere di Addis Abeba chiamato Arat Kilo, a sedici anni Wosene Worke Kosrof viene incoraggiato dal fratello ad iscriversi presso la Scuola di Belle Arti di Addis Abeba, dove si interessa allo studio del lettering insieme ad artisti locali e subisce il fascino dell'estetica della scrittura e delle icone tradizionali etiopi.
Consegue la laurea con lode nel 1972, ricevendo anche un premio dall'imperatore Hailé Selassié, e un anno dopo il conseguimento del titolo ha luogo la sua prima mostra personale presso la Galleria Belvedere di Addis Abeba.
In questa occasione, ha modo di conoscere il jazzista Duke Ellington, e la musica jazz inizia ad avere un ruolo particolare nella sua pittura.
Nel 1974 i suoi dipinti vengono acquistati dal Museo Nazionale dell’Etiopia e sono numerose le esposizioni personali ad Addis Abeba.
Nel 1977 lascia l'Etiopia e una serie di viaggi lo portano in kenya e negli Stati uniti, dove inizia a frequentare un master di specializzazione in pittura alla Ford Foundation Scholar Talent presso la Howard University di Washington DC, conseguendo il titolo nel 1980.  Diventa consigliere di Jeff Donaldson, e nel 1984 inizia la sua carriera come insegnante: ha impartito lezioni universitarie presso il Goddard College di Plainfield, nel Vermont e dal 1990 fino al 2000, ha tenuto un corso estivo di pittura acrilica per studenti delle scuole superiori presso l'Istituto Vermont Governatore on the Arts.
Nel 1991si trasferisce in California, prima a Mendocino e poi a Sacramento, dove continua la sua attività di insegnamento presso lo Union Institute.
Un anno particolarmente importante è il 1995: oltre a cambiare nuovamente residenza (si trasferisce a Berkley, Oakland, CA) ritorna per la prima volta in Etiopia per un breve soggiorno dopo diciotto anni.
Inoltre, in quello stesso anno le sue opere sono esposte alla Whitechapel Gallery di Londra alla mostra “Seven Stories su Modern Art in Africa”, e ha luogo la sua prima mostra in Giappone, presso la Hoshigaoka Gallery.
Wosene Worke visita l'Italia nel 1996, come primo artista contemporaneo di origini africane in residenza presso il Rockefeller Center di Bellagio. Ha modo di conoscere i prigioni di Michelangelo, e ne subisce l'influenza.
Nel 2003 la sua carriera artistica riceve un'ulteriore conferma con l'acquisto delle sue opere da parte del National Museum of African Art dello Smithsonian Institution.
Attualmente, Wosene vive e lavora a Berkeley.

## Opere
Wosene Worke Kosrof è conosciuto per il suo uso creativo della scrittura amarica all'interno dei suoi dipinti dai colori vivaci.
L'artista intende esplorare il potenziale estetico del linguaggio, utilizzando i simboli scritti come un elemento compositivo artistico: le forme calligrafiche diventano immagini che possono essere distorte e riconfigurate per creare un nuovo linguaggio visivo che attinge patrimonio culturale etiope dell'artista.
Tuttavia, avendo vissuto lontano dall'Etiopia già dalla fine del 1970, e avendo visitato numerosi Paesi, l'artista trae ispirazione da luoghi e culture differenti e proprio questa sua capacità di eludere qualsiasi categoria ha contribuito alla sua fama.
Un altro elemento di fondamentale importanza nell'arte di Wosene è la musica,in particolare il jazz di musicisti come John Coltrane, Charlie Parker, Miles Davis, Ella Fitzgerald, o Dizzy Gillespie, il cui ritmo viene espresso nelle pennellate.

L'artista utilizza talvolta anche una tecnica mista, che prevede l'uso di materiali come pelle di capra, pergamena, legno, lamiere, chiodi, lattine.

## Filosofia di lavoro
Wosene è affascinato dalle forme visive del linguaggio amarico: ciò che lo colpisce particolarmente è la possibilità di lavorare sui caratteri grafici concependoli come simboli visivi, svincolati da qualsiasi significato letterale.
In tal modo, intende creare nuove combinazioni e perfino sinestesie capaci di rimettere in discussione le abitudini visive.
Questo intento influisce anche sul processo artistico: Wosene non traccia mai uno schizzo della composizione cui attenersi, ma, come egli stesso afferma, dialoga con i simboli che emergono.
La tela diventa uno 'spazio vivo' dove i simboli spesso subiscono trasformazioni improvvise, in un continuo gioco di casualità e intenzionalità.

## Mostre personali
2009
- Skoto Gallery, New York, NY

2008
- Contemporary African Art, New York, NY

2007
- Madelyn Jordon Fine Arts, Scarsdale, NY
- Addis Art, Los Angeles, CA
- Guilford College Gallery of Art, Greensboro, NC

2006
- Mexican Heritage Museum, San Jose, CA
- Skoto Gallery, New York, NY
- Pan American Art Gallery, Dallas, TX
- Stella Jones Gallery, New Orleans, LA

2005
- St. George Gallery, Addis Ababa, Ethiopia

2004
- The Newark Museum, Newark, NJ
- Hoshigaoka Gallery, Kochi, Japan

2003
- Neuberger Museum of Art, Purchase, NY
- Galeria Botello, San Juan, PR

2002
- Museum of Antigua/Barbuda, St. Johns, Antigua

2001
- Bomani Gallery, San Francisco, CA
- Folkens Museum Ethografiska, Stockholm, Sweden

2000
- Parish Gallery, Washington, DC

## Mostre collettive (selezione)
2009
- Fowler Museum, UCLA, Los Angeles, CA
- The Newark Museum, Newark, NJ

2008
- CSU Fullerton, Fullerton, CA

2007
- Smithsonian National Museum of African Art, Washington, DC
- Fowler Museum, UCLA, Los Angeles, CA

2006
- Parish Gallery, Washington, DC
- San Francisco State University, San Francisco, CA

2005
- Neuberger Museum of Art, Purchase, NY
- Museum of Art, Austin, TX

2004
- Philadelphia Museum of Art, Philadelphia, PA

2003
- Smithsonian National Museum of African Art, Washington, DC

1998
- Orlando Museum of Art, Orlando, FL

1997
- Wright Gallery, New York, NY

1996
- Malmö Konsthall, Malmö, Sweden

1995
- Whitechapel Gallery, London, England

1992
- Crocker Museum, Annual Juried Exhibition, Sacramento, CA

1991
- Zweigmuseum Schloss Oettingen, Oettingen, Germany

1990
- Fleming Museum, Burlington, VT

1989
- Dibden Art Gallery, Johnson, VT
- Howard University Gallery of Art, Washington, DC (group)
- Helen Day Art Center, Stowe, VT (group)

1988
- The World Bank, Washington, DC
- AVA Gallery, Hanover, NH
- Gallery 2, Woodstock, VT (group)
- Horizons Gallery, Campton, NH (group)
- University of Maryland, Eastern Shore, MD (group)

1987
- Howard University Gallery of Art, Washington, DC
- Chandler Gallery, Randolph, VT
- Bernson Gallery, Ashland, NH (group)

1986
- United Nations, New York, NY
- AVA Gallery, Hanover, NH
- Wood Art Gallery, Montpelier, VT (group)
- Bernson Gallery, Ashland, NH (group)

1985
- Stamford Art, Stamford, CT (group)
- Gallery 401, Providence, RI (group)

1984
- Albert Gordon Art Gallery, New York, NY
- Meridian House, Washington, DC (group)
- Gallery Fondo del Sol, Washington, DC (group)

1983
- Department of Education, Washington, DC

1982
- Pacifica Radio, Washington, DC
- Howard University Gallery of Art, Washington, DC (group)
- University of Maryland, Eastern Shore, MD (group)
- Pelington Gallery, Columbus, OH (group)
- Studio Makola, Washington, DC (group)

1981
- Franz Bader, Washington, DC (group)
- Commonwealth Institute, London, England (group)

1980
- Howard University Gallery of Art, Washington, DC
- Haitian Museum, Port-au-Prince, Haiti (group)
- Elan Gallery, Bethesda, MD (group)

1978
- Howard University Gallery of Art, Washington, DC (group)
- Gallery Paa Ya Paa, Nairobi, Kenya (group)

1977
- City Hall, Addis Ababa, Ethiopia (group)
- Alliance Francaise, Addis Ababa, Ethiopia (group)

1976
- Organization of African Unity, Addis Ababa, Ethiopia (group)
- Universal Art Gallery, Addis Ababa, Ethiopia (group)
- Goethe Institute, Nairobi, Kenya (group)

1975
- Hall de l'Information, Menelik, Afar & Isas, Djibouti (group)
- French Cultural Institute, Nairobi, Kenya (group)

1974
- Belvedere Gallery, Addis Ababa, Ethiopia
- Goethe Institute, Addis Ababa, Ethiopia

1973
- Addis Ababa University, Ethiopia
- Wabi Shebele Hotel, Addis Ababa, Ethiopia
- Union Carbide Hall, New York NY (group)
- Alliance Francaise, Addis Ababa, Ethiopia (group)
- Addis Ababa Hilton, Ethiopia (group)

1972
- Africa Creates '72, New York, NY (group)

1970
- National Exhibition Center, Addis Ababa, Ethiopia

## Commissioni e progetti
- Francobollo per la campagna delle Nazioni Unite “Africa in Crisi” (1986).
- Due dipinti per la collezione delle Nazioni Unite (1988)

## Conferenze (selezione)
- UCLA, Los Angeles, CA (2011)
- National Museum of Ethiopia, Addis Ababa (2010)
- School of Art and Design, Addis Ababa University, Ethiopia (2010)
- UCLA, Los Angeles, CA (2009)
- Smithsonian National Museum of African Art, Washington, DC (2007)
- Birmingham Museum of Art, Birmingham, AL (2007)
- Fowler Museum, UCLA, Los Angeles, CA (2007)
- Guilford College Gallery of Art, Greensboro, NC (2007)
- Detroit Institute of Art, Detroit, MI. (2007)
- San Francisco State University, San Francisco, CA (2006)
- CA Institute of Integral Studies, San Francisco, CA (2006)
- Columbia College, Chicago, IL (2005)
- UNESCO Symposium on Art Education, Newark, NJ (2005)
- Painting used as poster for Biennial Poetry Festival, Geraldine R. Dodge Foundation, Hillsborough, NJ (2004)
- The Newark Museum, Newark, NJ (2004)
- Dickinson College, Carlisle, PA (2004)
- Clark University, Worcester, MA (2004)
- Neuberger Museum of Art, Purchase, NY (2003)
- Folkens Museum Ehnografiska, Stockholm, Sweden (2001)
- Indianapolis Museum of Art, Indianapolis, IN (1999)
- Rockefeller Foundation, Bellagio, Italy (1996)
- Alliance Française, Addis Ababa, Ethiopia (1995)
- Crocker Museum, Sacramento, CA (1992)
- African Studies Association Conference, Denver, CO (1987)
- Dartmouth College, Hanover, VT (1984)
- Howard University, Washington, DC (1982)

## Pubblicazioni
- Wosene Worke Kosrof, Christa Clarke, "My Ethiopia: recent paintings", Newark Museum, 2003.
- Wosene Worke Kosrof, "Artist file: Wosene Worke Kosrof", 1970.
- Wosene Worke Kosrof, "Wosene: the color of words", Patricia DiRubbo, 2002.

## Collezioni
- Smithsonian National Museum of African Art, Washington, DC
- The Newark Museum, Newark, NJ
- Neuberger Museum of Art, Purchase, NY
- Birmingham Museum of Art, Birmingham, AL
- Indianapolis Museum of Art, Indianapolis, IN
- Fowler Museum, UCLA, Los Angeles, CA
- Samuel P. Harn Museum, University of Florida at Gainesville
- Völkerkunde Museum, Zürich, Switzerland
- National Museum, Addis Ababa, Ethiopia
- City of Addis Ababa Museum, Ethiopia
- United Nations, New York, NY
- Rockefeller Collection, New York, NY
- World Bank, Washington, DC
- Library of Congress, Washington, DC
- Bank of Hanover, Hanover, NH
- University of CA Medical Center, Davis, CA
- Summit Hospital, Oakland, CA
- Chikamori Hospital, Kochi, Japan
- Howard University, Washington, DC
- Florida State University, Tallahassee, FL
- University of Maryland Eastern Shore, MD.